# Agonised By Love
Agonised by Love to polski zespół muzyczny poruszający się w gatunkach dark wave, new romantic. Nazwa zespołu została zaczerpnięta z utworu holenderskiej grupy Clan of Xymox.
Zespół powstał w 1997 roku w Białymstoku. Początkowo działał jako duet Rafał Tomaszczuk i Mariusz Gryciuk. W tym składzie w 2002 roku zostało zarejestrowane pierwsze demo „Blindness”, a w 2005 album „All of White Horizons”, wydany nakładem belgijskiej wytwórni Alfa Matrix i polskiej Alchera Visions. Album ukazał się także w limitowanej, dwupłytowej wersji, zawierającej remiksy wykonane m.in. przez Rotersand, God's Bow, Hungry Lucy.
Przed wydaniem drugiego albumu zespół opuścił Mariusz Gryciuk, dołączyli natomiast: Wojciech Pawłowski (gitara elektryczna), wcześniej muzyk koncertowy Agonised by Love, oraz Bartosz H_12 Hervy.

## Dyskografia

### Albumy
- All Of White Horizons (2005)
- Lovesick Society (2008)

### Single
- Blindness (2002)
- Close Behind You (2004)
- Southern Sun (2008)

## Skład zespołu

### Obecni członkowie
- Rafał Tomaszczuk (wokal, teksty)

- Bartosz H_12 Hervy (instrumenty elektroniczne, programowanie, sampling)

- Wojciech Pawłowski (gitara elektryczna)

### Byli członkowie
- Mariusz Gryciuk (instrumenty elektroniczne)